# Scopula illustris
Scopula illustris là một loài bướm đêm trong họ Geometridae.